# Эллис, Джон
Джон Эллис (John Ellis; 1710—1776) — английский естествоиспытатель. Член Лондонского королевского общества (1754).

## Биография
Занимался коммерческими делами, но в то же время усердно изучал низших морских животных. Эллис один из первых учёных, установивших животную природу коралловых и некоторых других кишечнополостных и мшанок, которых он в большинстве случаев собирал сам на берегах Англии. Эллис впервые описал большое число найденных им организмов и первый пытался установить систематику «Кораллов». Кроме этого, Эллис, пользуясь для своих исследований микроскопом, способствовал улучшению микроскопической техники. Будучи послан в Центральную Америку в качестве королевского агента, Эллис много способствовал ввозу полезных тропических растений и их произведений в Англию. С Линнеем Эллис состоял в живой переписке, имевшей, главным образом, целью выяснить природу низших растительных и животных форм.
Карл Линней назвал в честь Эллиса род растений семейства бурачниковые — Ellisia.

## Труды
- «An essay towards a natural history of the Corallines etc.» (Л., 1755, с 39 табл.);
- «An account of the Sea-Pen, or Pennafcula phosphorea L. etc.» («Phis. Trans.», 1763);
- «On the nature and formation of Sponges» («Phil. Trans.», 1765);
- «On the animal nature of the genus of Zoophytes called Corallina» («Phil. Trans.», 1767);
- «Letter to Dr. Linnaeus on the animal nature of the genus of Zoophytes called Corallina» (Л., 1768);
- «Observations on a particular manner of encrease in the animalcula of vegetable infusions etc.» («Phil. Trans.», 1769);
- «On the nature of the Gorgonia etc.» («Phil. Trans.», 1776);
- «The natural history of many curious and uncommon Zoophytes etc.» (вместе с Золендером, изд. дочерью Эллиса, Л., 1786, c 68 табл.) и мн. др.